# Walter Bierkamp
Walter Bierkamp (ur. 17 grudnia 1901 w Hamburgu, zm. 15 maja 1945 w Scharbeutz) – niemiecki zbrodniarz hitlerowski, dowódca Einsatzgruppe D, dowódca Sicherheitspolizei i Sicherheitsdienst w Krakowie oraz SS-Brigadeführer.

## Życiorys
Urodzony w Hamburgu, w latach 1919–21 był członkiem Freikorpsu. W 1928 zdał egzaminy prawnicze i następnie do 1937 pracował w zawodzie prawniczym (uzyskał tytuł doktora prawa). Do NSDAP wstąpił w 1932, a do SS w 1939. Od 1937 do 1941 Bierkamp był szefem Kriminalpolizei (policji kryminalnej) w Hamburgu. W 1939 rozpoczął także służbę w SD, pełniąc w późniejszym okresie od 1941 do 1942 funkcję Inspektora Sipo (Policji Bezpieczeństwa) i SD w Düsseldorfie. Następnie Bierkamp otrzymał stanowisko Inspektora Sipo i SD w rejonie „Belgien-Nordfrankfreich” (Belgia i północna Francja, siedzibę miał w Paryżu).
Od 30 lipca 1942 do 15 czerwca 1943 dowodził Einsatzgruppe D (w maju 1943 przemianowano ją na Kampfgruppe „Bierkamp”), która działała w rejonie Morza Czarnego. Jego oddziały dokonywały masowych egzekucji Żydów, Cyganów oraz zajmowały się walką z miejscową partyzantką. Następnie 15.06.1943 roku Bierkampa przeniesiono na stanowisko dowódcy Sipo i SD w Krakowie w okupowanej Polsce (zajmował je do 15 lutego 1945). Bezpośrednio odpowiedzialny za zagładę krakowskich Żydów i terror stosowany wobec pozostałej ludności cywilnej. Wreszcie w lutym i marcu 1945 był Wyższym Dowódcą SS i Policji w regionie "Südwest" (z siedzibą w Stuttgarcie) oraz dowódcą miejscowego SS-Nadregionu. Bierkamp popełnił samobójstwo 15.05.1945.